# Sage Kotsenburg
Sage Kotsenburg, född 7 juli 1993 i Coeur d'Alene, Idaho, är en amerikansk snowboardåkare som tävlar i slopestyle och big air. Vid Olympiska vinterspelen 2014 vann han guld i slopestyle och blev därmed den första guldmedaljören under detta OS. Sage har även tagit två medaljer i Vinter X Games, ett silver i slopestyle vid Vinter X Games 2012 och ett brons i Big Air 2011. 